# Maria Wiik
Maria Catharina Wiik (Helsinki, Finlandia, 3 de agosto de 1853) fue una pintora finlandesa.

## Biografía

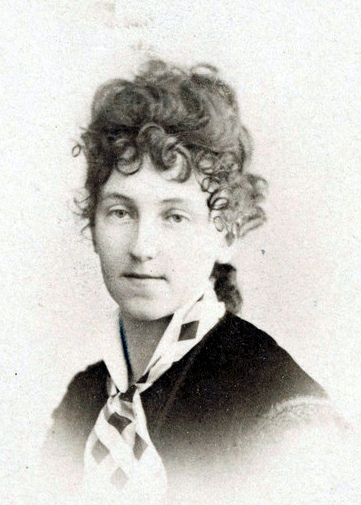
María Wiik en la década de los 70

Maria Catharina Wiik nació en Helsinki el 3 de agosto de 1853. Fue una pintora finlandesa y trabajó principalmente con bodegones, paisajes y retratos.
Nació y creció en Brunnsparken y asistió a la escuela de idioma sueco (Svenska fruntimmersskolan) en Helsingfors.
Estudió arte en la Academia de Bellas Artes de Helsinki. En 1875, continuó sus estudios en París en la Académie Julian.

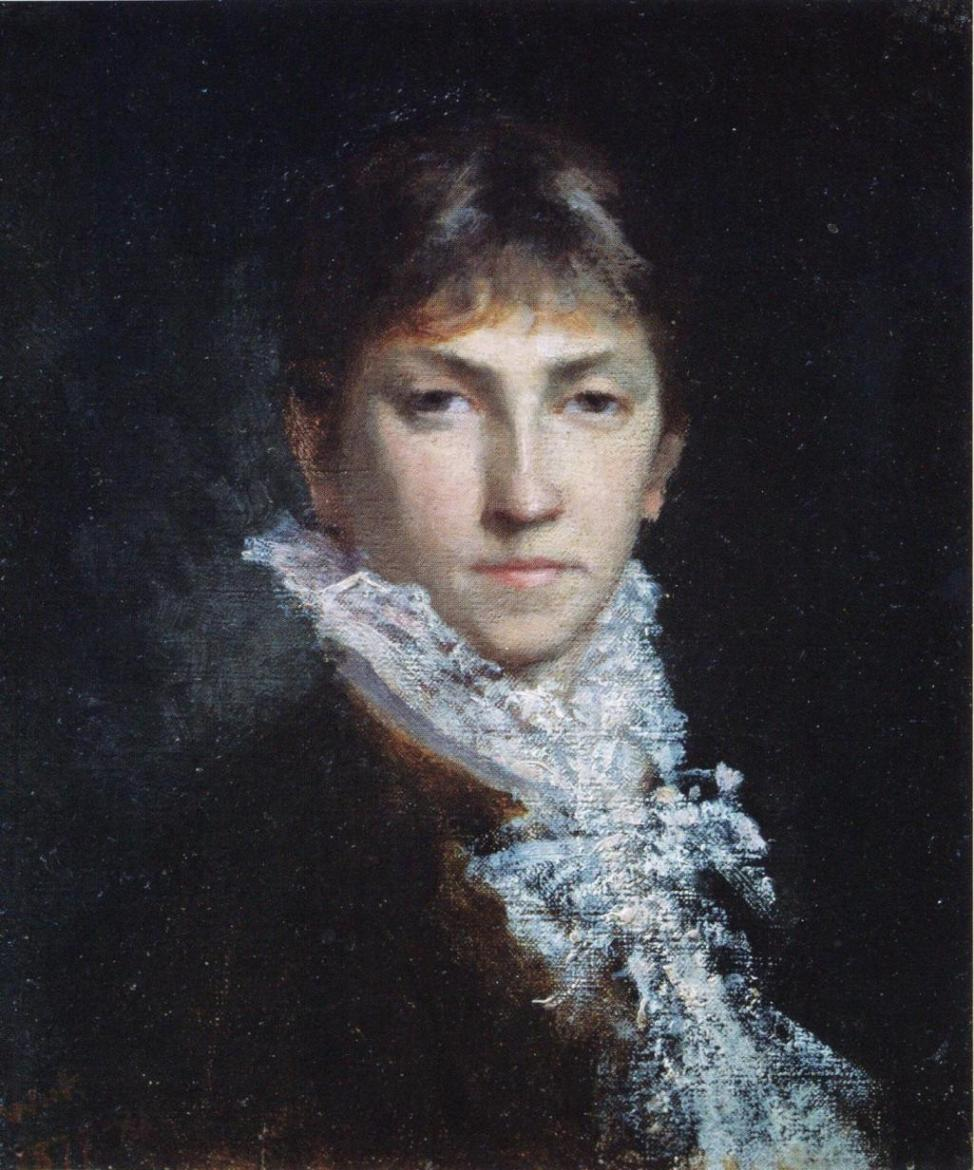
Autorretrato, 1881

A partir de 1875 y en 1880 se convirtió en profesora  en la Academia de Bellas Artes de Helsinki. Sus primeras pinturas aceptadas para el Salón de París fueron retratos. En 1889 regresa a París con su amiga y también pintora, Helene Schjerfbeck . En 1883–1884, pintaron en Inglaterra y luego en 1889 en St Ives en Cornualles.
Su pintura Out into the World ganó el tercer puesto en la Exposition Universelle (1900) y fue incluida en el libro Women Painters of the World .

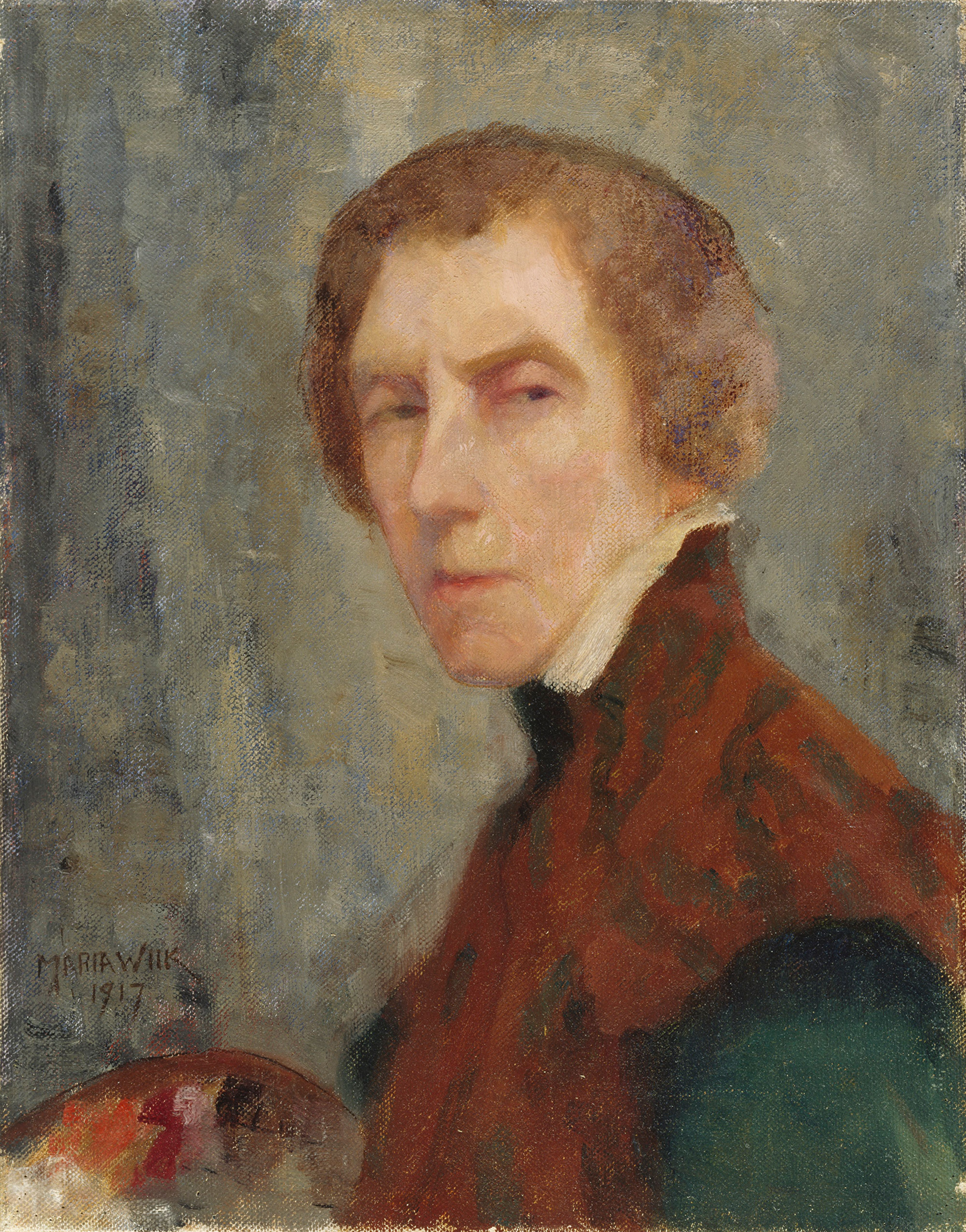
Autorretrato, 1917

Su último viaje a París tuvo lugar en 1905. El resto de su vida la pasó en Helsinki. Falleció en Helsinki en 1928.

## Obras
|                    |
| Summer Idyll, 1875 |

|                    |
| La Polonaise, 1878 |

|                              |
| Portrait of Hilda Wiik, 1880 |

|                              |
| Portrait of Hilda Wiik, 1881 |

|                       |
| An Unlikely Duo, 1882 |

|                    |
| Girl Carding, 1883 |

|                          |
| In the Summer Heat, 1883 |

|                     |
| Laughing Girl, 1883 |

|                           |
| Linnaea Borealis, c. 1883 |

|                     |
| In the Church, 1884 |

|                 |
| From Häme, 1885 |

|                     |
| Alone at Home, 1885 |

|                      |
| Bad Conscience, 1886 |

|                            |
| Woman with a Parasol, 1886 |

|                                                |
| A Study of Pansies and a Japanese Fan, c. 1887 |

|                                         |
| Ida Basilier-Magelssen's portrait, 1887 |

|                                                                                        |
| At the Attic Chamber, 1889, the artist’s sister Hilda Wiik at their apartment in Paris |

|                          |
| Out into the World, 1889 |

|                                   |
| Old Woman in Her Sickbed, 1895–96 |

|              |
| Ballad, 1898 |

|                            |
| Fruit Seller, unknown date |

|                  |
| Innocentia, 1900 |

|                                |
| Naked Lying Female Model, 1904 |